# Llama M82
Llama M82 — испанский самозарядный пистолет, производившийся испанской компанией «Llama - Gabilondo y Cía. S.A.». Является стандартным оружием Вооружённых сил Испании и полиции.

## Разработка
На протяжении долгих лет ведущими производителями пистолетов и другого огнестрельного оружия в Испании были компании «Star», «Astra» и «Llama», чья продукция поставлялась и за границу. В 1978 году компания «Llama» занялась разработкой нового оружия, и в 1982 году на основе пистолета Beretta 92, основанного, в свою очередь, частично на M1911, появился новый пистолет — Llama M82. Решение о принятии на вооружение подписано в 1984 году, а в 1987 году Llama M82 был принят на вооружение армией и полицией Испании. Частично его потом заменили в испанских частях HK USP, Smith & Wesson M&P9 и FN FNP (последний принят на вооружение морской пехотой Испании).

## Принцип действия
Как и большинство других пистолетов, Llama M82 изготавливался из стали, хотя позднее в его конструкции стали применяться литейные крепления. Этим объясняется большая масса пистолета, но это же гарантирует его прочность и надёжность, а также снижение отдачи и подброса. Основное достоинство пистолета — это удобный захват, как у M1911. Принцип действия — автоматика с коротким ходом ствола. Запирание ствола осуществляется благодаря вертикально качающейся личинки (наподобие Walther P38 или Beretta 92). Ударно-спусковой механизм курковый, двойного действия (курок имеет два положения, может взводиться вручную).
Пистолет оснащён предохранителем на затворе. Он при включении сначала отводит от курка ударник, затем блокирует последний, разобщает спусковую тягу и снимает курок с боевого взвода. Затвор не блокируется в таком случае, поэтому можно передёрнуть затвор и дослать патрон в патронник, но курок не останется на боевом взводе и выстрелить будет невозможно. После отключения предохранителя пистолет будет готов к производству первого выстрела самовзводом.
Пистолет изготовлен под 9-мм патрон Парабеллум, питание осуществляется из двухрядного магазина на 15 патронов. Прицел нерегулируемый.